# Monti Rubeho
I Monti Rubeho sono una catena montuosa della Tanzania centrale. Appartengono ai Monti dell'Arco Orientale.